# Back to Godhead
Back to Godhead (рус. Обратно к Богу) — официальный международный журнал индуистской вайшнавской организации «Международное общество сознания Кришны» (ИСККОН). Журнал был основан в 1944 году в Индии основателем ИСККОН Бхактиведантой Свами Прабхупадой, который издавал его «практически в одиночку». С 1972 года Back to Godhead публикуется на нескольких языках издательством «Бхактиведанта Бук Траст».